# Майссерит
Майссери́т — дуже рідкісний мінерал урану з формулою Na5(UO2)(SO4)3(SO3OH)(H2O). Він цікавий тим, що є природною ураніловою сіллю з гідросульфатним аніоном, що є спільною рисою з бєлаковськіїтом. Інші хімічно споріднені мінерали включають ферміїт, оппенгаймерит, натро-ципеїт і плашиліт. Більшість цих уранілсульфатних мінералів вперше виявлені у копальні Blue Lizard (округ Сан-Хуан, штат Юта, США).
Мінерал названо на честь швейцарського мінералога Ніколаса Майссера.

## Асоціація та походження
Майсерит асоціюється з іншими сульфатними мінералами: бєлаковськіїтом, йоганнітом, халькантитом, копіапітом, феринатритом та гіпсом. Він утворюється внаслідок окиснення первинного уранового мінералу — уранініту — після його вилучення з надр.

## Кристалічна структура
Кристалічна структура майссериту є унікальною і містить:
- п'ятикутні біпіраміди уранільних груп
- SO4-групи

Ці елементи з'єднуються, утворюючи ланцюги. Катіони натрію зв'язані з атомами кисню в ланцюгах, з гідросульфатними групами та водою.